# Antonín Maštalíř
Antonín Maštalíř (* 19. dubna 1953 Ostrava) je český sociálnědemokratický politik, v letech 2010 až 2016 senátor za obvod Ostrava-město, v letech 2007 až 2014 starosta Městského obvodu Slezská Ostrava, v letech 2006 až 2014 zastupitel města Ostravy, člen ČSSD.

## Vzdělání, profese a rodina
Po maturitě na gymnáziu ve Vítkovicích (dnes Gymnázium Fr. Hajdy v Hrabůvce) v roce 1972 studoval v roce 1977 úspěšně dokončil Mendelovu zemědělskou a lesnickou univerzitu v Brně. V letech 1977–1980 pracoval jako agronom JZD Klimkovice. V letech 1980-1983 působil jako odborný asistent na Vysoké škole zemědělské v Brně. V období 1983–1992 zastával vedoucí funkce ve spotřebním družstevnictví-Jednota Frýdek-Místek, Spotřební družstvo Budoucnost Ostrava a Český svaz spotřebních družstev. Mezi 1992–2004 vykonával post obchodního ředitele soukromých společností-TIMEX, s.r.o a KHV, s.r.o. Je svobodný, bezdětný.

## Politická kariéra
Členem ČSSD se stal v roce 1998, do listopadu 2014 zastával funkci předsedy Místní organizace ČSSD O.-Kunčičky, v letech 2011-2013 byl členem Krajského výkonného výboru ČSSD v Moravskoslezském kraji.
Od roku 2002 zasedal v Zastupitelstvu městského obvodu Slezská Ostrava,v období 2002-2004 byl členem Rady městského obvodu a zároveň předsedou Finančního výboru ZMOb Slezská Ostrava. V letech 2004-2007 byl místostarostou městského obvodu Slezská Ostrava pro oblast investic, bytového hospodářství, školství a kultury. 25. ledna 2007 byl zvolen starostou městského obvodu Slezská Ostrava, znovuzvolen starostou pak byl po vítězných komunálních volbách 2010, kdy uzavřel koalici ČSSD + ODS + KDU-ČSL, která disponovala pohodlnou většinou 23 mandátů z celkových 35.
Ve volbách 2006 byl zvolen do Zastupitelstva Statutárního města Ostravy, kde zastával funkci předsedy komise pro podporu ekonomického rozvoje. Rovněž byl členem Finančního výboru ZMO,Komise ekonomické a rozpočtové RMO a Komise sociální RMO. Předsedal dozorčí radě Technických služeb Slezské Ostravy a město Ostravu zastupoval v radě Euroregionu Silesia. Svůj mandát zastupitele města Ostravy obhájil v komunálních volbách konaných v říjnu 2010, pracoval jako člen Finančního výboru ZMO a Statutového výboru ZMO. Do konce roku 2014 byl členem členem dozorčí rady těchto městských společností: Technické služby Slezská Ostrava, a.s. a Krematorium Ostrava, a.s.
V senátních volbách 2010 se stal senátorem za volební obvod č. 70 – Ostrava-město, přestože v prvním kole jej předčila dosavadní senátorka a starostka obvodu Mariánské Hory a Hulváky Liana Janáčková v poměru 24,73 % ku 23,73 % hlasů, avšak ve druhém kole zvítězil se ziskem 53,03 % hlasů. V Senátu zastává od roku 2012 funkce místopředsedy Výboru pro záležitosti Evropské unie a místopředsedy Podvýboru pro lidská práva a rovné příležitosti. Je členem senátorského klubu ČSSD.
Je členem Akademické rady Vysoké školy podnikání v Ostravě, která jej v roce 2010 při 10. výročí vzniku školy ocenila pamětní medailí za rozvoj školy.
V komunálních volbách v roce 2014 již nekandidoval a skončil tak ve funkcích zastupitele města Ostravy i starosty a zastupitele Městského obvodu Slezská Ostrava. Ve funkci starosty Slezské Ostravy jej pak nahradila jeho stranická kolegyně MVDr. Barbora Jelonková, která sestavili koalici ČSSD + Ostravak + KSČM + NEZ.